# Cryptocoryne decus-silvae
Cryptocoryne decus-silvae är en kallaväxtart som beskrevs av De Wit. Cryptocoryne decus-silvae ingår i släktet Cryptocoryne och familjen kallaväxter. Inga underarter finns listade.